# Тироль (замок)
Тироль (нем. Schloss Tirol, итал. Castel Tirolo) — средневековый замок в коммуне Тироло рядом с городом Мерано, в провинции Больцано, в области Трентино-Альто-Адидже на севере Италии. Эта крепость является родовым гнездом графов Тироля и колыбелью графства Тироль. До XV века, когда ключевые учреждения были перенесены в Инсбрук, как более удобный административный центр региона, замок был столицей обширных земель, которые сейчас входят в область Трентино-Альто-Адидже. В 2003 году в комплексе открылся Южно-Тирольский государственный музей культуры и истории.

## История

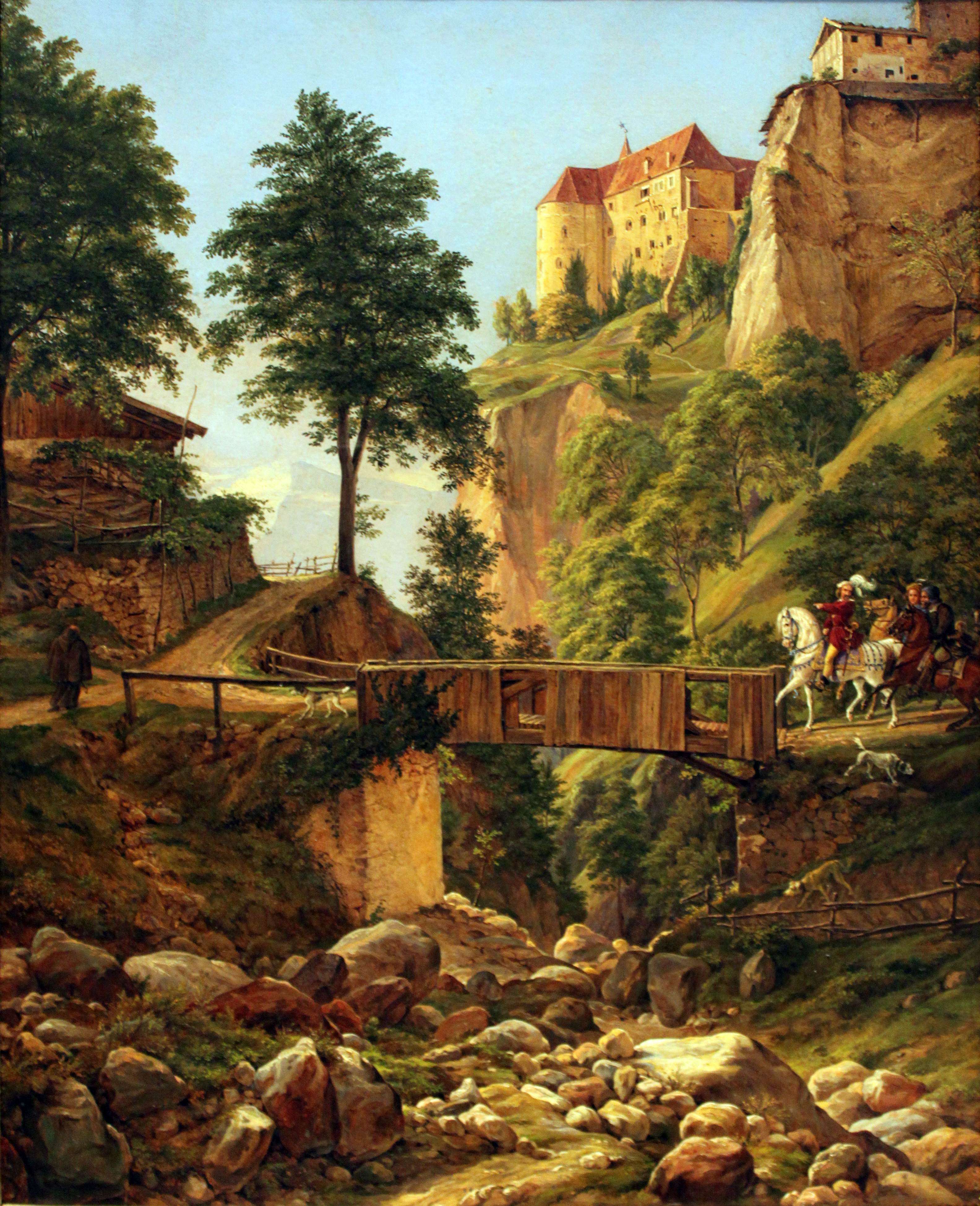
Замок на картине 1837 года

### Ранний период
Холм, на котором находится замок, был заселён с древнейших времён. Об этом свидетельствуют многочисленные находки во время археологических раскопок. Каменные укрепления существовали здесь уже в раннее Средневековье. Кроме того, археологи нашли фундамент раннехристианской церкви с тремя апсидами.
В течение XII века графам Тироля (выходцам из баварской знати), удалось создать свои собственные автономные владения в южной части герцогства Бавария. Эти земли простирались от замка Тироль до долин Финшгау. Вся область получила название Тироль, которое сохранялось с XIII века до времён упадка Священной Римской империи. Графы Тироля изначально служили фогтами епископов Бриксена и Триента. Но постепенно семья смогла расширить собственные владения за счёт епископских территорий и земель таких владетельных родов, как графы Эппан. Со временем графы Тироля смогли обрести независимость и от баварского герцога (в эпоху правления Генриха Льва (около 1180 года). 
В 1253 году земли Тирольских графов вошли в состав владений Мейнхардинов. После того, как мужская линия графов пресеклась в 1335 году, территории оспаривались представителями Люксембургского дома и Виттельсбахского. В 1363 году дочь последнего представителя тирольского рода, Маргарита Маульташ, завещала свои владения своему ближайшему родственнику — австрийскому герцогу Рудольфу IV. В 1369 году Виттельсбахи признали это решение.
Первый замковый комплекс был построен до 1100 года. В 1139 и 1140 годах крепость реконструировали и расширили. В частности, появились обширные подземелья. Третий крупный строительных работ приходится на вторую половину XIII века при графе Мейнхарде II (благодаря современным исследованиям замка Тироль зафиксировано в общей сложности 30 этапов реконструкции с XI века до наших дней).
В марте 1347 года Маргарита Маульташ смогла отстоять замок во время осады, которую проводили отряды Карла Люксембургского (впоследствии — император Священной Римской империи Карл IV).
Замок оставался резиденцией правителей Тироля до 1420 года, пока герцог Фридрих IV Тирольский не перенёс администрацию в Инсбрук.

### XVI–XVIII
С конца XV века замок стал приходить в упадок. В начале XVI века он стал необитаемым и обветшал. Окрестные жители начали постепенно использовать строения замка как склад стройматериалов. Комплекс даже продали как каменоломню. 

### XIX–XX века
В конце XIX века руины замка начали восстанавливать в неоготическом стиле по проекту архитектора Фридриха фон Шмидта. К 1904 году основные работы были завершены.

## Современное использование
Тирольский замок начали использовать как музей с начала 1980-х годов. С 2003 года здесь находится Южно-тирольский государственный музей культуры и истории государства.
Муниципальные власти проводят здесь различные культурные мероприятия и фестивали.

## Галерея

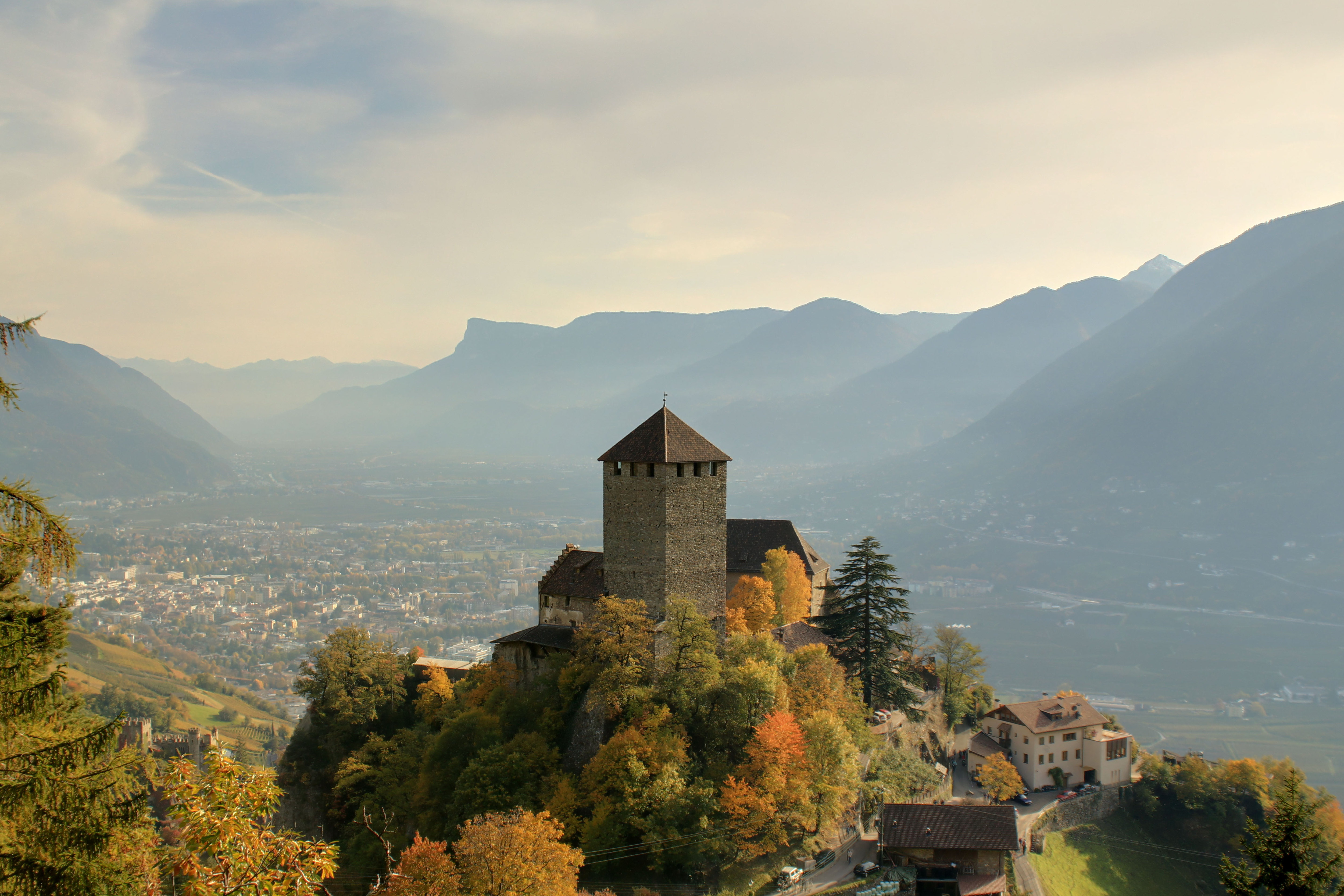
Вид замка осенью
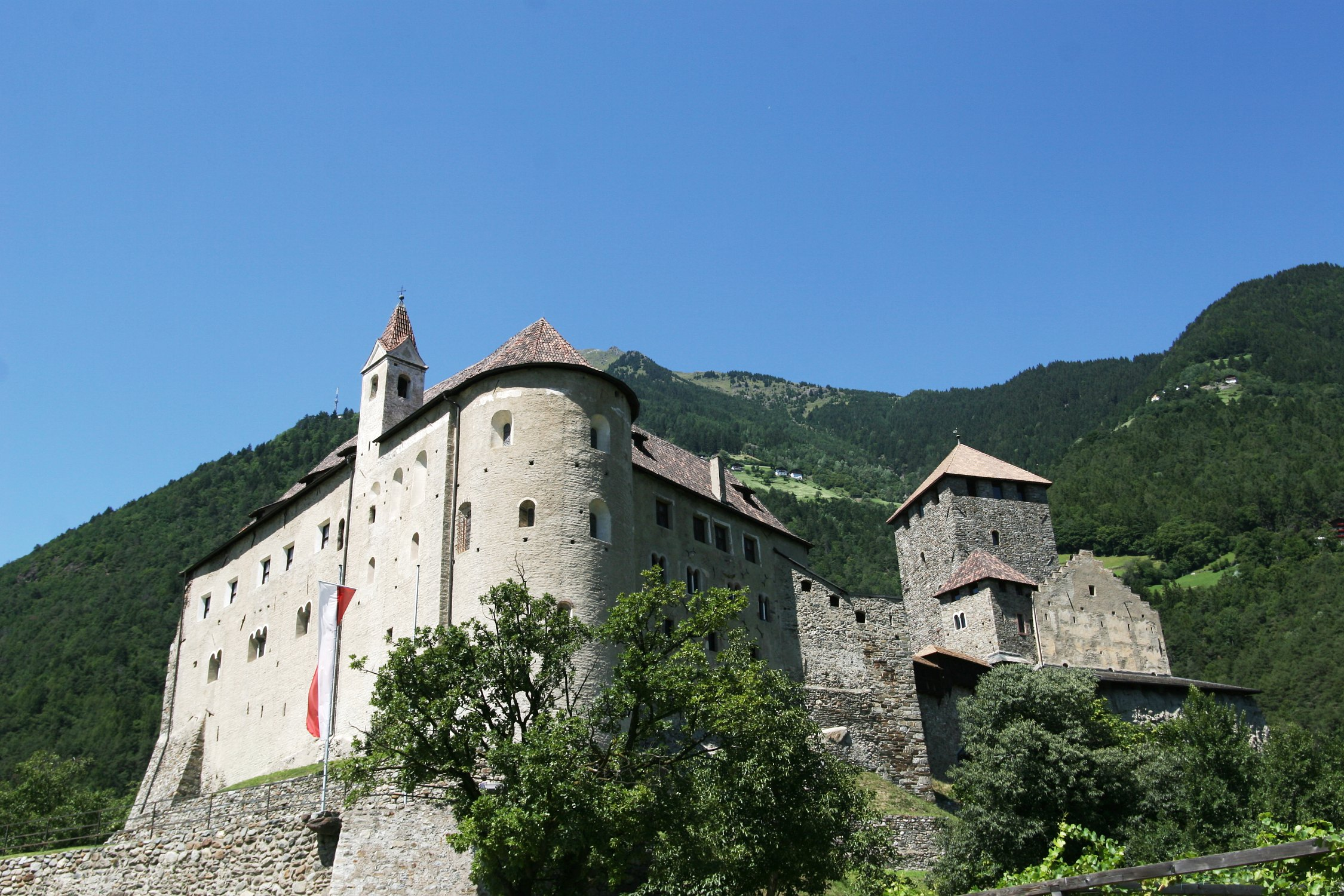
Вид замка с южной стороны
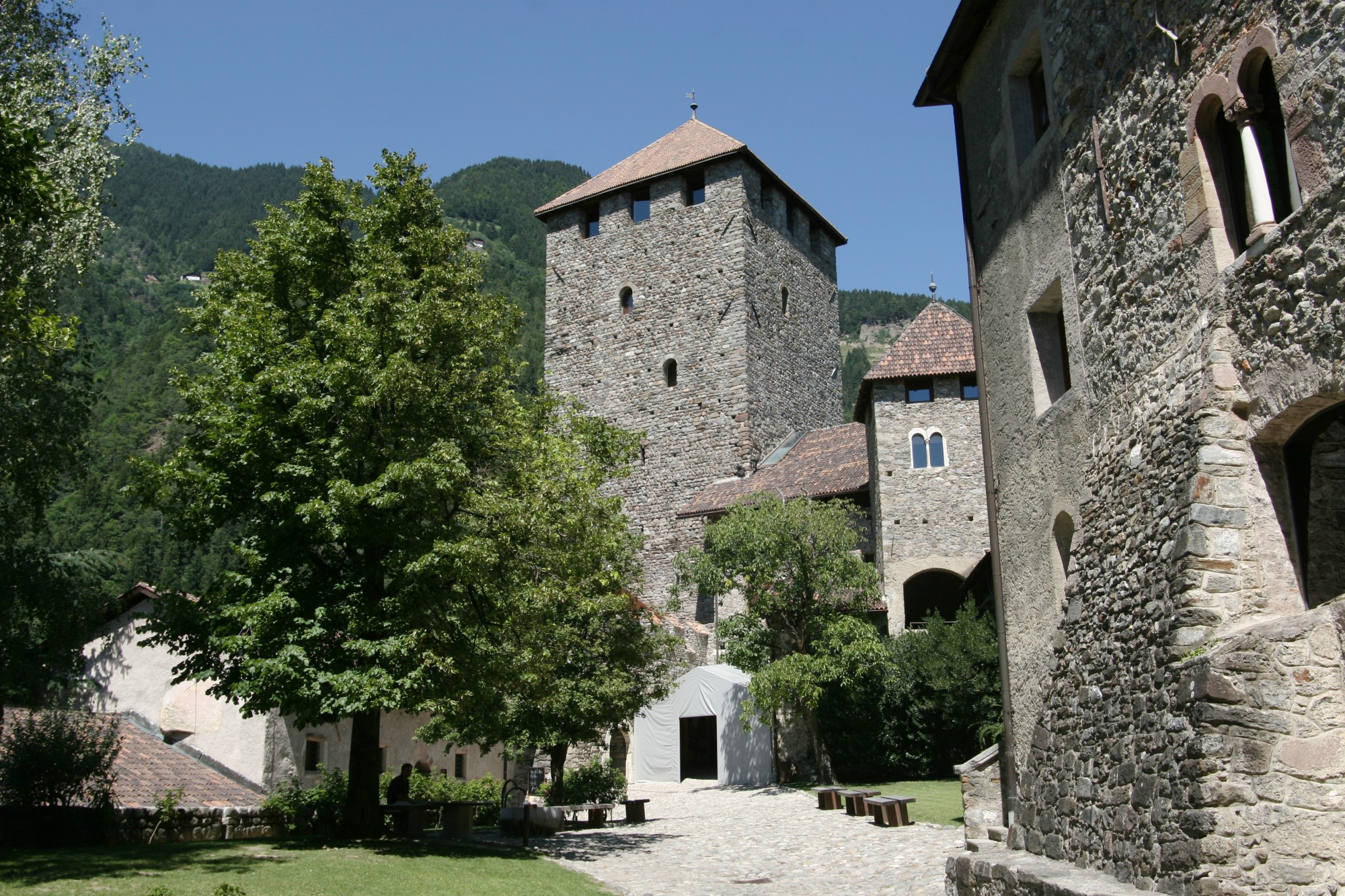
Внутренний двор замка
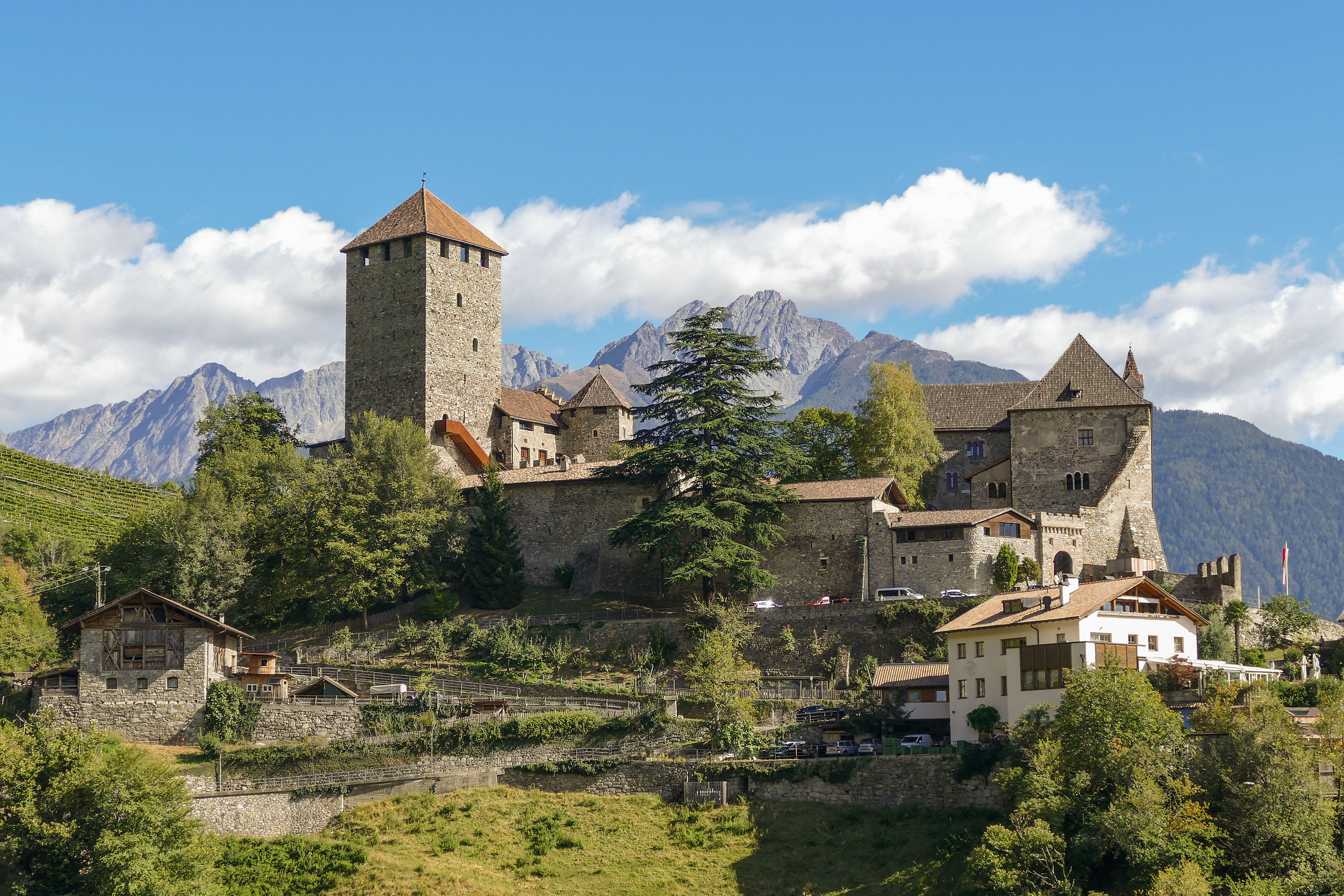
Замок с западной стороны
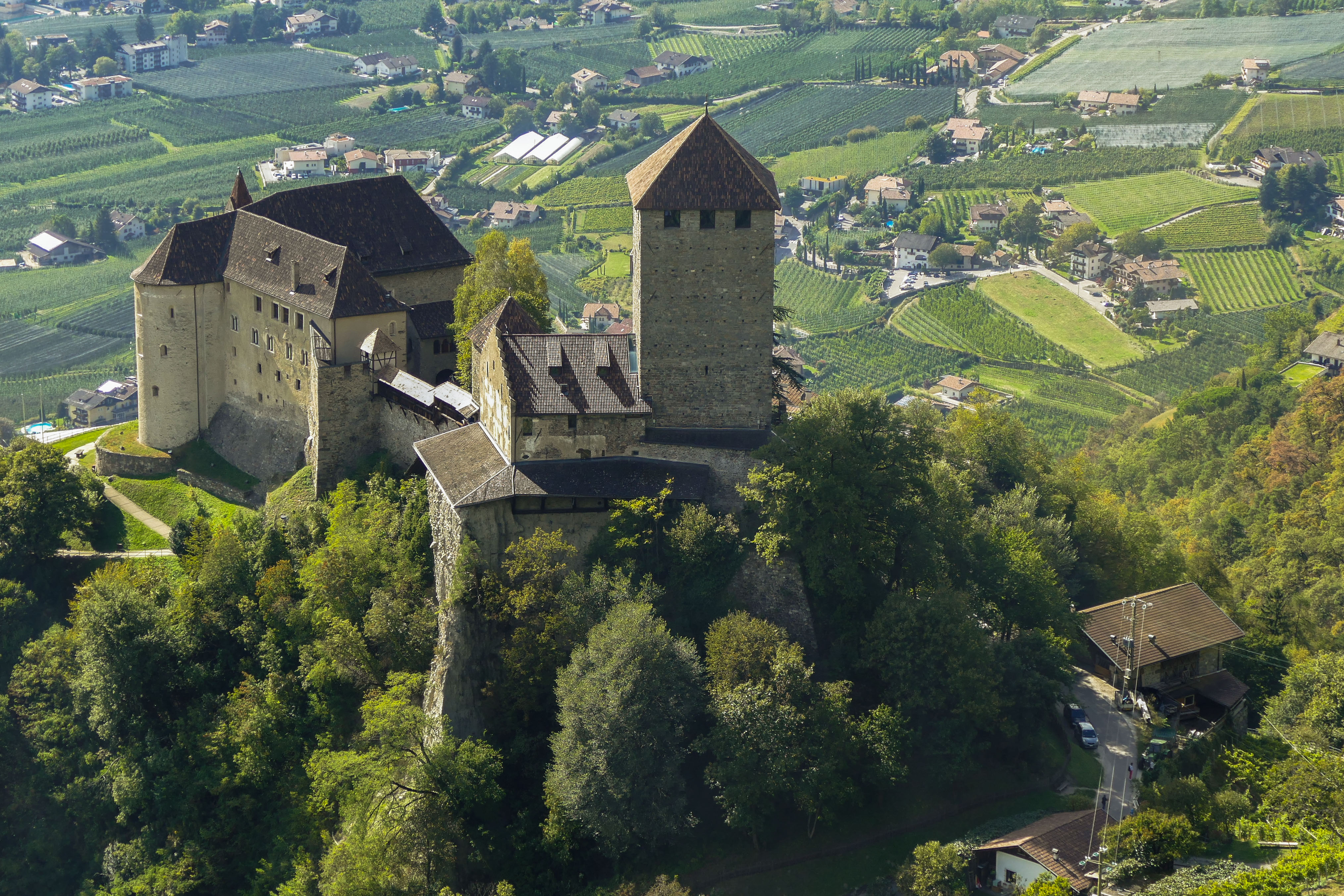
Замок на фоне деревни Тироло